# Brownsboro (Texas)
Brownsboro è un centro abitato degli Stati Uniti d'America situato nella contea di Henderson dello Stato del Texas.
La popolazione era di 1.039 persone al censimento del 2010.

## Geografia fisica
Brownsboro è situata a 32°18′03″N 95°36′54″W (32.300745, -95.615022), sulla Texas State Highway 31. Secondo lo United States Census Bureau, ha un'area totale di 2,0 miglia quadrate (5,2 km²).

## Società

### Evoluzione demografica
Secondo il censimento del 2010 c'erano 1039 persone, 291 nuclei familiari e 220 famiglie residenti nella città. La densità di popolazione era di 407,0 persone per miglio quadrato (156,8/km²). C'erano 323 unità abitative a una densità media di 165,2 per miglio quadrato (63,6/km²). La composizione etnica della città era formata dal 95,73% di bianchi, l'1,38% di afroamericani, lo 0,50% di nativi americani, lo 0,88% di altre razze, e l'1,51% di due o più etnie. Ispanici o latinos di qualunque razza erano il 5,28% della popolazione.
C'erano 291 nuclei familiari di cui il 44,7% aveva figli di età inferiore ai 18 anni, il 57,4% aveva coppie sposate conviventi, il 15,5% aveva un capofamiglia femmina senza marito, e il 24,1% erano non-famiglie. Il 21,6% di tutti i nuclei familiari erano individuali e l'11,3% aveva componenti con un'età di 65 anni o più che vivevano da soli. Il numero di componenti medio di un nucleo familiare era di 2,74 e quello di una famiglia era di 3,15.
La popolazione era composta dal 33,0% di persone sotto i 18 anni, il 7,7% di persone dai 18 ai 24 anni, il 28,1% di persone dai 25 ai 44 anni, il 18,1% di persone dai 45 ai 64 anni, e il 13,1% di persone di 65 anni o più. L'età media era di 32 anni. Per ogni 100 femmine c'erano 87,7 maschi. Per ogni 100 femmine dai 18 anni in giù, c'erano 85,1 maschi.
Il reddito medio di un nucleo familiare era di 28.542 dollari e quello di una famiglia era di 29.844 dollari. I maschi avevano un reddito medio di 25.729 dollari contro i 21.125 dollari delle femmine. Il reddito pro capite era di 14.851 dollari. Circa il 20,8% delle famiglie e il 22,0% della popolazione erano sotto la soglia di povertà, incluso il 27,5% di persone sotto i 18 anni e il 7,7% di persone di 65 anni o più.